# Kaisten

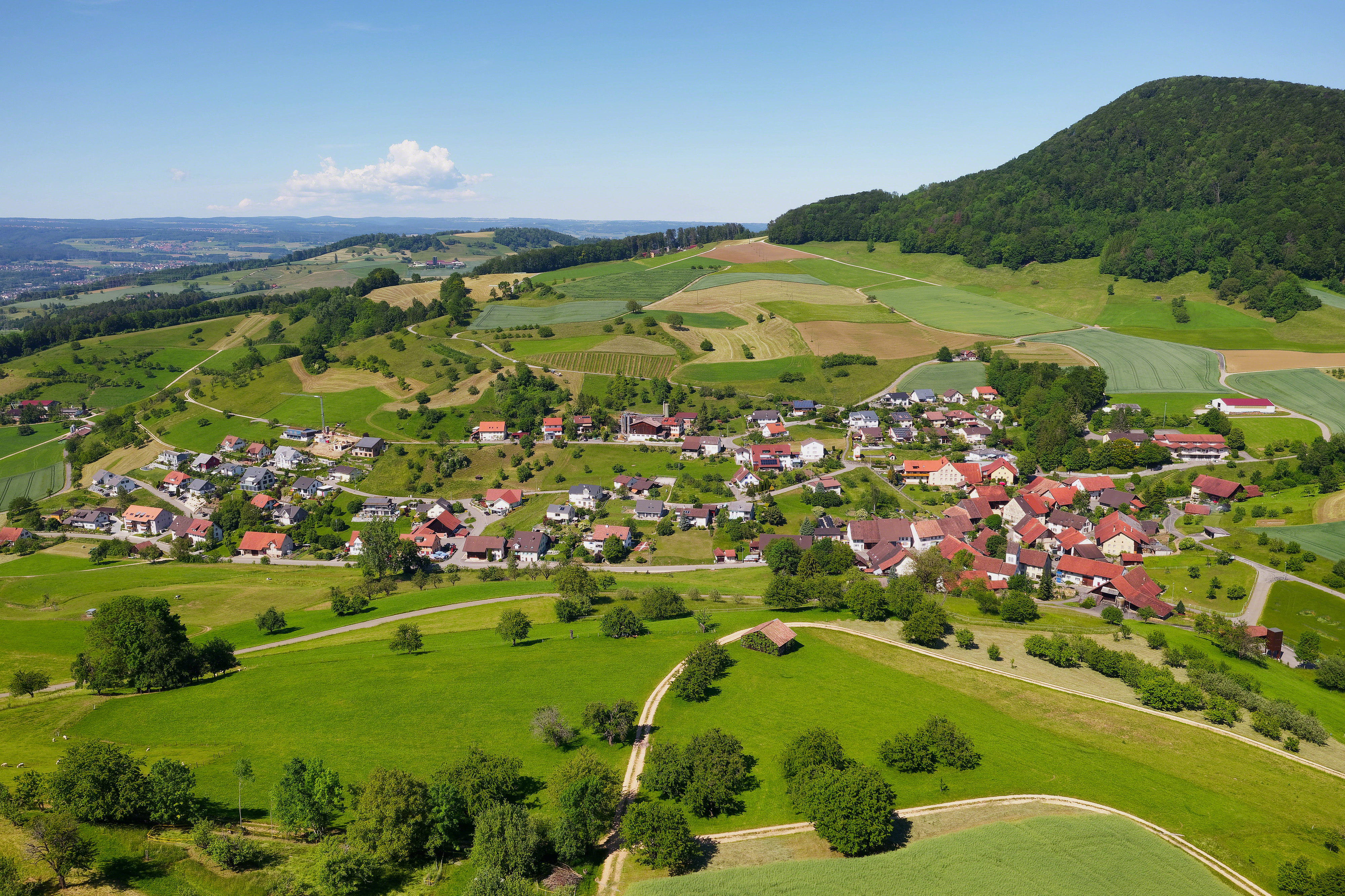
Vy över orten Ittenthal år 2019.

Kaisten (schweizertyska: Chaischde) är en kommun i distriktet Laufenburg i kantonen Aargau, Schweiz. Kommunen har 2 948 invånare (2023). Den 1 januari 2010 inkorporerades kommunen Ittenthal in i Kaisten.
I norr gränsar kommunen till Rhen och Tyskland.